# Allt som blir kvar
Allt som blir kvar är en svensk dramaserie som hade premiär på SVT och SVT Play den 19 maj 2022. Serien som består av åtta avsnitt är skapad av Sandra Beijer, som även skrivit manus tillsammans med Maria Clauss. Fanny Ovesen har svarat för seriens regi. Serien är baserad på Beijers roman med samma namn från 2017.

## Handling
Serien utspelar sig under en sommarmånad i Stockholm och kretsar kring Matilda som bott med sin pojkvän Oliver sedan hon flyttade hemifrån. När Oliver gör slut står hon utan bostad, men räddas av sin vän Miron, som lovar henne ett hem och trygghet.

## Rollista (i urval)
- Madeleine Ferraud - Matilda
- Oscar Zia - Miron
- Isac Calmroth - Oliver
- Erik Enge - Simon
- Aviva Wrede - Agnes
- Camila Bejarano Wahlgren - Sindra
- Sarah Gustafsson - Nadja
- Eliot Waldfogel - Max
- Johan Charles - Micail
- Camilla Larsson - Karin
- Orlando Wahlsteen - Alvin
- Carina Perenkranz - Gunilla

## Mottagande
Serien fick bra till mycket bra recensioner. Aliah Liebst på Filmtopp gav serien 4 av 5 i betyg och skrev bland annat att serier "fångar på ett genuint sätt ungdomens somrar där allt kändes möjligt - men samtidigt var så skört att det kunde gå i kras av den mildaste brisen. I slutet lämnas jag med en del obesvarade frågor, men den mest prominenta är ändå: kommer jag att få se mer?" Charlotte Brange på Moviezine ger betyget 3 av 5 och skriver bland annat "Trots en svajande energinivå de åtta avsnitten igenom, så är ändå Matildas sökande efter tröst och längtan efter trygghet ofantligt lätt att känna igen sig i."
Huvudrollsinnehavren Madeleine Ferraud blev nominerad till en Kristallen för årets kvinnliga skådespelerska i en tv-produktion.